# Кроне-Шмальц, Габриеле
Габриеле Кроне-Шмальц (нем. Gabriele Krone-Schmalz; род. 8 ноября 1949, Лам, Германия) — немецкий тележурналист, публицист, профессор журналистики.

## Биография
Габриеле Кроне-Шмальц изучала историю Восточной Европы, политологию, славистику. В 1977 году с успехом защитила докторскую степень по истории и политологии. С 1976 года в основном работала для различных радио- и телевизионных передач западногерманского радио.
Подавляющее большинство немецких телезрителей знают её как корреспондента телекомпании ARD Московской студии, где она работала с 1987 по 1992 года, вещая о распаде Советского Союза. С 1992 по 1997 года была ведущей программы «Kulturweltspiegel» на ARD. С тех пор работает независимым журналистом. С 2011 года преподает основы телевидения и медианаук в частном университете прикладных наук «Школа бизнеса и информационных технологий» в Изерлоне.
Габриеле Кроне-Шмальц является автором нескольких книг о России и членом Руководящего комитета Петербургского диалога, открытого дискуссионного форума, содействующего взаимопониманию гражданских обществ России и Германии.
Выступила с резкой критикой в адрес немецких СМИ, обвинив их в предвзятости и одностороннем освещении аннексии Крыма Россией.

В течение нескольких лет занимается поддержкой ВИЧ-инфицированных детей-сирот в Санкт-Петербурге.
С 1983 года состоит в браке.

## Призы и награды
- 1987 — Grimme-Preis, серебряная медаль за фильм «Drei vor Mitternacht»
- 1989 — Приз немецких критиков за документальный фильм «Kraftakte — Frauenalltag in der Sowjetunion», 45 минут
- 1990 — Приз «Золотой гонг» за документальный фильм «KGB-Verbrechen und Glasnost», 45 минут
- 1997 — Приз за публицистику
- 1997 — Приз Шмидта
- 1997 — Офицер ордена «За заслуги перед Федеративной Республикой Германия»
- 2008 — Медаль Пушкина (17 марта 2008 года, Россия) — за большой вклад в укрепление и развитие российско-германской дружбы[6][7]